# Luke Perry
Coy Luther “Luke” Perry III (Mansfield, 11 de outubro de 1966 – Burbank, 4 de março de 2019) foi um ator e dublador norte-americano, célebre por seu trabalho como Dylan McKay na série Beverly Hills, 90210 e como Fred Andrews na série de televisão Riverdale, da The CW.

## Carreira
Integrante do elenco original de Beverly Hills, 90210, Luke Perry foi um dos atores que mais frutos colheu por seu sucesso na série. Além de participações em filmes como Buffy The Vampire Slayer, The Enemy e Dirt, Luke estrelou sua própria série, o drama Jeremiah. Na série, Perry era Jeremiah, que vive num futuro pós-apocalíptico onde um vírus mortal dizimou a população do mundo e dos poucos sobreviventes, apenas alguns conseguem chegar a puberdade.
Ao longo de sua carreira, ele esteve em produções pequenas ou independentes, chegando muitas vezes a co-produzir séries e telefilmes. Entre seus trabalhos de maior destaque está o filme independente The Florentine, ao lado de estrelas como Hal Holbrook, Jim Belushi, Michael Madsen e Mary Stuart Masterson. Na grande indústria do cinema suas participações mais importantes foram em The Fifth Element, Riot, Normal Life, American Strays, ao lado de Ashley Judd, além do longa metragem de Buffy the Vampire Slayer.
Outra faceta de Perry ficava por conta de seu talento como dublador, o que já lhe garantiu importantes trabalhos, como nas séries animadas Mortal Kombat, Hulk, Family Guy, Johnny Bravo e Os Simpsons.
O primeiro trabalho de Perry como ator profissional foi no curta-metragem Twisted Sister: Come Out and Play, estrelado pelo ídolo do rock, Alice Cooper. Ele também participou das séries Spin City, Saturday Night Live, Night Visions e Windfall. Também fez o filme Alice Upside Down e 8 Segundos, filme de 1994 baseado em uma história real, interpretando o cowboy Lane Frost, que morre atacado por um touro.
Em 2016, entrou para o elenco de Riverdale como Fred Andrews. Fred era pai de Archie um dos protagonistas do drama.

## Morte
Faleceu em 4 de março de 2019 no hospital St. Joseph, em Los Angeles, depois de ter sofrido um AVC em 27 de fevereiro e ter sido colocado em coma induzido para se recuperar, mas não resistiu e veio a falecer por morte encefálica.

## Filmografia

### Cinema
| Ano  | Título                                     | Personagem               | Notas             |
| ---- | ------------------------------------------ | ------------------------ | ----------------- |
| 1991 | Scorchers                                  | Ray Ray                  |                   |
| 1992 | Terminal Bliss                             | John Hunter              |                   |
| 1992 | Buffy the Vampire Slayer (filme)           | Oliver Pike              |                   |
| 1994 | 8 Seconds                                  | Lane Frost               |                   |
| 1995 | Vacanze di Natale '95                      | Ele próprio              |                   |
| 1996 | Normal Life                                | Chris Anderson           |                   |
| 1996 | American Strays                            | Johnny                   |                   |
| 1997 | O Quinto Elemento                          | Billy Masterson          |                   |
| 1997 | Last Breath                                | Martin Devoe             |                   |
| 1998 | Indiscreet                                 | Michael Nash             |                   |
| 1999 | The Heist (filme de 2001)                  | Jack                     |                   |
| 1999 | The Florentine                             | Frankie                  |                   |
| 1999 | Storm                                      | Dr. Ron Young            |                   |
| 2000 | Attention Shoppers                         | Mark Pinnalore           |                   |
| 2001 | The Enemy                                  | Dr. Michael Ashton       |                   |
| 2001 | Dirt                                       | Attorney                 |                   |
| 2002 | Fogbound                                   | Bob                      |                   |
| 2003 | Down the Barrel                            | David                    |                   |
| 2005 | Dishdogz                                   | Tony                     |                   |
| 2007 | The Sandlot: Heading Home                  | Tommy "Santa" Santorelli |                   |
| 2007 | Alice Upside Down                          | Ben McKinley             |                   |
| 2009 | Äntligen midsommar!                        | Sam                      |                   |
| 2009 | Upstairs                                   | Ward Weaver              |                   |
| 2009 | Silent Venom                               | Lt. Comdr. James O'Neill |                   |
| 2009 | Sam Steele and the Junior Detective Agency | The Cat                  |                   |
| 2010 | Redemption Road                            | Boyd                     |                   |
| 2010 | The Final Storm                            | Silas Hendershot         |                   |
| 2010 | Hanna's Gold                               | Cole                     |                   |
| 2010 | Good Intentions                            | Chester Milford          |                   |
| 2013 | Red Wing                                   | Carl Blanton             |                   |
| 2013 | Scoot and Kassie’s Christmas Adventure     | Paul Stevenson           |                   |
| 2014 | Beat Beneath My Feet                       | Max Stone                |                   |
| 2014 | ‘‘A Fine Step’’                            | Cal Masterson            |                   |
| 2015 | Dudes & Dragons                            | Lorash                   |                   |
| 2018 | The Griddle House                          | Older Jack               |                   |
| 2019 | Once Upon a Time in Hollywood              | Wayne Maunder            | Homenagem póstuma |

### Televisão
| Ano                  | Título                                      | Personagem                       | Notas                                     |
| -------------------- | ------------------------------------------- | -------------------------------- | ----------------------------------------- |
| 1982                 | Voyagers!                                   | Union Prisoner                   | Episódio: "The Day the Rebs Took Lincoln" |
| 1988                 | Loving                                      | Ned Bates                        | Episódio desconhecido                     |
| 1988-1989            | Another World                               | Kenny                            | 10 episódios                              |
| 1990-1995; 1998-2000 | Beverly Hills, 90210                        | Dylan McKay                      | 199 episódios                             |
| 1993                 | Saturday Night Live                         | Ele próprio (anfitrião)          | Episódio: "Luke Perry/Mick Jagger"        |
| 1993                 | Os Simpsons                                 | Ele próprio (voz)                | Episódio: "Krusty Gets Kancelled"         |
| 1994-1995            | Biker Mice from Mars                        | Napoleon Brie (voz)              | 6 episódios                               |
| 1996                 | Mortal Kombat: Defenders of the Realm       | Sub-Zero (voz)                   | 13 episódios                              |
| 1996-1997            | The Incredible Hulk (1996)                  | Rick Jones (voz)                 | 4 episódios                               |
| 1997                 | Spin City                                   | Spence                           | Episódio: "Kiss Me, Stupid"               |
| 1997                 | Riot                                        | Boomer                           | Telefilme                                 |
| 1997                 | Invasion                                    | Beau Stark                       | Telefilme                                 |
| 1999                 | The Night of the Headless Horseman          | Brom Bones (voz)                 | Telefilme                                 |
| 1999-2000            | Pepper Ann                                  | Stewart Waldinger (voz)          | 3 episódios                               |
| 2000                 | Johnny Bravo                                | Ele próprio (voz)                | Episódio: "Luke Perry's Guide to Love"    |
| 2000                 | Family Guy                                  | Ele próprio (voz)                | Episódio: "The Story on Page One"         |
| 2001                 | Night Visions                               | Dr. Michael Sears                | Episódio: "Now He's Coming Up the Stairs" |
| 2001                 | The Triangle                                | Stu Sheridan                     | Telefilme                                 |
| 2001-2002            | Oz (telessérie)                             | Rev. Jeremiah Cloutier           | 10 episódios                              |
| 2002                 | Johnson County War                          | Harry Hammett                    | Telefilme                                 |
| 2002-2004            | Jeremiah                                    | Jeremiah                         | 35 episódios                              |
| 2003                 | Clone High                                  | Ponce de León (voz)              | Episódio: "Litter Kills - Literally"      |
| 2005                 | Will & Grace                                | Aaron                            | Episódio: "The Birds & the Bees"          |
| 2005                 | What I Like About You                       | Todd                             | 3 episódios                               |
| 2005                 | Descent (filme)                             | Dr. Jake Rollins                 | Telefilme                                 |
| 2005                 | Supernova                                   | Dr. Chris Richardson             | Telefilme                                 |
| 2006                 | Windfall                                    | Peter Schaefer                   | 13 episódios                              |
| 2007                 | Biker Mice from Mars                        | Napoleon Brie (voz)              | Episódio: "Once Upon a Time on Earth"     |
| 2007                 | John from Cincinnati                        | Linc Stark                       | 10 episódios                              |
| 2008                 | Law & Order: Special Victims Unit           | Noah Sibert                      | Episódio: "Trials"                        |
| 2008                 | A Gunfighter's Pledge                       | Matt Austin                      | Telefilme                                 |
| 2008                 | A Very Merry Daughter of the Bride          | Charlie                          | Telefilme                                 |
| 2008; 2018           | Criminal Minds                              | Benjamin Cyrus                   | 2 episódios                               |
| 2009                 | The Storm (mini serie)                      | Stillman                         | 2 episódios                               |
| 2009                 | Angel and the Badman                        | Laredo Stevens                   | Telefilme                                 |
| 2010                 | Leverage (série)                            | Dalton Rand                      | Episódio: "The Future Job"                |
| 2010                 | Generator Rex                               | Jacob (voz)                      | Episódio: "The Architect"                 |
| 2010                 | FCU: Fact Checkers Unit                     | Luke                             | 8 episódios                               |
| 2011                 | Pound Puppies (2010)                        | Fang (voz)                       | Episódio: "Rebel Without a Collar"        |
| 2011                 | Goodnight for Justice                       | John Goodnight                   | Telefilme                                 |
| 2012                 | Goodnight for Justice: The Measure of a Man | John Goodnight                   | Telefilme                                 |
| 2012                 | Goodnight for Justice: Queen of Hearts      | John Goodnight                   | Telefilme                                 |
| 2012                 | Raising Hope                                | Ghost of Arbor Day               | Episódio: "Arbor Daze"                    |
| 2012-2013            | Body of Proof                               | CDC Officer Dr. Charlie Stafford | 5 episódios                               |
| 2013                 | Community                                   | American Inspector Spacetime     | Episódio: "Conventions of Space and Time" |
| 2014                 | Major Crimes                                | Jon Worth                        | Episódio: "Cutting Loose"                 |
| 2015                 | Welcome Home                                | Stewart Paylor                   | Telefilme                                 |
| 2015                 | Black Beauty                                | James                            | Telefilme                                 |
| 2015                 | Jesse Stone: Lost in Paradise               | Richard Steele                   | Telefilme                                 |
| 2016                 | Love in Paradise                            | Avery Ford                       | Telefilme                                 |
| 2016                 | Edge e Christian                            | Ele próprio                      | Episódio: "The 90's"                      |
| 2017 - 2019          | Riverdale                                   | Frederick Arthur Andrews (Fred)  | 46 episódios                              |

### Videoclipes
| Ano  | Título                     | Artista(s)                                     |
| ---- | -------------------------- | ---------------------------------------------- |
| 2009 | ¡Happy Birthday Guadalupe! | The Killers com Wild Light e Mariachi El Bronx |